# Piskî-Riciîțki, Ratne
Piskî-Riciîțki (în ucraineană Піски-Річицькі) este un sat în comuna Riciîțea din raionul Ratne, regiunea Volînia, Ucraina.

## Demografie
Componența lingvistică a localității Piskî-Riciîțki
     Ucraineană (98,74%)
     Alte limbi (1,26%)
Conform recensământului din 2001, majoritatea populației localității Piskî-Riciîțki era vorbitoare de ucraineană (98,74%), existând în minoritate și vorbitori de alte limbi.